# Хрустальний
Хруста́льний (до 1920 року — Криндачі́вка, у 1920—2016 роках — Кра́сний Луч) — місто в Україні, адміністративний центр Хрустальненської міської громади Ровеньківського району Луганської області. З весни 2014 року місто тимчасово окуповане російськими військами.

## Географія
Місто Хрустальний розташоване за 62 км від Луганська фізична відстань до Києва — ~636,3 км.
Сусідні населені пункти:

## Історія
Терен сучасного міста ймовірно було заселено ще у глибоку давнину, про що свідчать курганні поховання епохи пізньої бронзи. Перші значні поселення поблизу міста виникли у XVII столітті. Через них проходив шлях, яким доставляли сіль з Бахмута до Ростова, Таганрога й Новочеркаська. Згодом уздовж шляху оселилися люди, займаючись скотарством і землеробством.
У 1880-х роках на південних схилах Донецького кряжу знайшли значні поклади антрациту.
У 1894 році на території міста з'явилася перша шахта. Розвиток вугільних підприємств стримувала відсутність залізничного транспорту. Гужовий транспорт уже не задовольняв шахтовласників. Тому виникла нагальна потреба у будівництві залізничної гілки, що зв'язує рудники з найближчою станцією Штерівка. У 1900 році залізнична гілка завдовжки 12,5 верст сполучила вугільні підприємства з казенною Катерининською залізницею, з відкриттям станції Криндачівка, за іменем власника ділянки землі Криндача. Незабаром навколо станції утворено робітниче селище, яке отримало однойменну назву. До 1913 року в Криндачівці вже діяло 18 вугледобувних шахт.
Напередодні Першої світової війни Криндачівка була невеликим глухим містечком, що потопало у бруді. У 1913 році в містечку мешкало 3 500 осіб. На вузьких кривих вулицях тулилися одна до іншої глинобитні хатинки та землянки сімейних шахтарів. Було також близько 20 кам'яних казарм й дерев'яних бараків, схожих на труни, в яких жили сезонні робітники й шахтарі, що ще не мали власної халупи. У селищі не було жодної мощеної вулиці. Навесні та влітку стояла непролазна багнюка. За питною водою мешканці долали 2-3 км. Із заходом сонця Криндачівка поринала у темряву. Вкрай важкими були умови праці криндачівских шахтарів — робочий день тривав 12 годин. Заробітна плата у забійників, вагонників і саночників не перевищувала 1,50 карбованця на день, а у робітників інших категорій була ще менше.
До 1917 року існувало лютеранське село Маручине (Марієнфельд) на орендованій землі в Катеринославській губернії, Слов'яносербський повіт, Іванівська волость; у радянський період — Ворошиловградська / Донецька область, Іванівський /Краснолуцький район. Лютеранський прихід Ростов-Луганськ. Землі 1135 десятин. Мешканці: 100 (1905), 250 (1911), 189/51 німці (1926)..
7 (20) листопада 1917 року, відповідно до Третього Універсалу Української Центральної Ради, увійшло до складу Української Народної Республіки.  
У 1920-х роках, за планом ГОЕЛРО, за 7 км від селища почали будувати Штерівську електростанцію. Згодом на честь цієї події відбувся мітинг гірників, на якому вирішено перейменувати Криндачівку в Красний Луч. У 1926 році Красний Луч отримав статус міста районного підпорядкування та електроенергію від Штерівської ДРЕС.
З 18 липня 1942 по 1 вересня 1943 місто було тимчасово окуповане німецько-фашистськими загарбниками.
З 24 серпня 1991 року — у складі незалежної України.
12 травня 2016 року Постановою Верховної Ради України місто перейменовано в Хрустальний. Постанова набрала чинності з дня, наступного за днем її опублікування.

### Війна на сході України
Невдовзі після проголошення невизнаної «ЛНР» у 2014 році місто опинилося під контролем сепаратистів. Так, ще 25 квітня 2014 року депутати міської ради висловили свою підтримку сепаратизму, а 30 квітня 2014 року над будівлею міської ради було вивішено російський «триколор». 3 червня 2014 року було захоплено податкову інспекцію, а 18 червня 2014 року — військкомат.
З 9 серпня 2014 року антитерористичними силами здійснювалися спроби визволення міста від терористів, того дня в бою загинув солдат 95-ї окремої десантно-штурмової бригади Віталій Галянт. В центрі міста почалися активні бойові дії, були завдані авіаційні удари по місцях дислокації бойовиків — біля заводу «Стандарт», здійснювалися удари по блокпостах у місті, знищений блокпост на виїзді з Хрустального в бік Сніжного (Штергрес). Чимало мешканців намагалися залишити місто. Проте відбити місто українським військам не вдалося.
22 листопада 2014 року в місті перекинулася російська вантажівка зі зброєю та набоями, усі окупанти у військовій формі із російськими шевронами загинули.
Станом на ранок 9 грудня 2014 року з Хрустального позникали «козаки», місто почали патрулювати російські військові, велике скупчення військової техніки — біля водосховища Грабово окупанти облаштували «Гради» та гаубиці.
12 грудня 2014 року надійшла інформація, що жителі міста повністю вигнали російських бойовиків-козаків.
2-4 лютого 2015 року українські військові поблизу Хрустального знищили зведений танковий підрозділ терористів — 7 танків було підбито в першу добу наступу, 4 танки протягом наступних 2 діб, ще 3 танки вийшли з ладу з інших причин. З 5 на 6 лютого 2015 року до Хрустального було доставлено до 80 трупів окупантів — чергову партію — терористів, ліквідованих під Дебальцевим.

### Російсько-українська війна
16 червня 2022 року в Хрустальному стався вибух боєприпасів на складі окупантів. Судячи з вибухів детонації та масштабів пожежі, горів склад з боєприпасами та іншою зброєю російських окупантів.
24 липня 2022 року, вночі, українські військові шістьма ракетами з комплексу M142 HIMARS поцілили прямо в дах готелю, в якому знаходився командний пункт одного з великих підрозділів окупанта. За даними української розвідки, втрати склали до 100 осіб.

## Населення
За переписом населення 2001 року у Хрустальному проживало 94875 осіб.
| 1923  | 1926  | 1939   | 1959   | 1970    | 1979    | 1989    | 1992    | 2001   | 2006   | 2010   | 2020   |
| ----- | ----- | ------ | ------ | ------- | ------- | ------- | ------- | ------ | ------ | ------ | ------ |
| 1 811 | 7 009 | 59 271 | 93 764 | 102 636 | 105 946 | 113 278 | 114 200 | 94 875 | 88 413 | 84 792 | 79 957 |

### Національний склад
Національний склад населення за даними перепису 2001 року:
| Національність  | Відсоток |
| --------------- | -------- |
| росіяни         | 49,20 %  |
| українці        | 46,12 %  |
| білоруси        | 1,14 %   |
| татари          | 1,01 %   |
| вірмени         | 0,37 %   |
| молдовани       | 0,25 %   |
| азербайджанці   | 0,14 %   |
| поляки          | 0,13 %   |
| грузини         | 0,12 %   |
| інші/не вказали | 1,52 %   |

### Мовний склад
Рідна мова населення за даними перепису 2001 року:
| Мова            | Чисельність, осіб | Відсоток |
| --------------- | ----------------- | -------- |
| Російська       | 83 211            | 87,82 %  |
| Українська      | 9 885             | 10,43 %  |
| Вірменська      | 187               | 0,2 %    |
| Білоруська      | 120               | 0,13 %   |
| Румунська       | 49                | 0,05 %   |
| Циганська       | 40                | 0,04 %   |
| Інші/Не вказали | 1 264             | 1,33 %   |
| Разом:          | 94 756            | 100 %    |

## Економіка
Видобуток кам'яного вугілля (антрациту) — ДП «Донбасантрацит», Шахти «Краснолуцька», імені газ. Ізвєстія, «Княгининська», «Краснокутська», «Новопавлівська», «Міусинська», «Хрустальська»). Машинобудівний, ливарно-механічний заводи. Виробництво будматеріалів, легка, харчова промисловість. Швейна фабрика. Головна гордість міста (в економічному плані) — цегельня «Фагот».
Завод «Красний луч», що спеціалізується на випуску гідроакустичних та навігаційних систем для військово-морського флоту, нині не працює. Господарський суд Луганської області у серпні 2007 року схвалив план санації заводу. Передбачається вивіз з підприємства впродовж року основних ліквідних активів (близько 70 % тих, що є в наявності).

## Транспорт
Північною околицею міста протяасє автошлях міжнародного сполучення М03E50.

## Пам'ятники
В районі річки Міус розташований меморіальний комплекс Міус-фронт. Під час німецько-радянської війни тут проходив однойменний оборонний рубіж. Деякі вулиці міста названі на честь Героїв Радянського Союзу, які загинули в боях за вигнання нацистів з Донбасу. Це відомий пілот-винищувач, «біла лілія Сталінграда» Лідія Литвяк, Погорелов тощо.

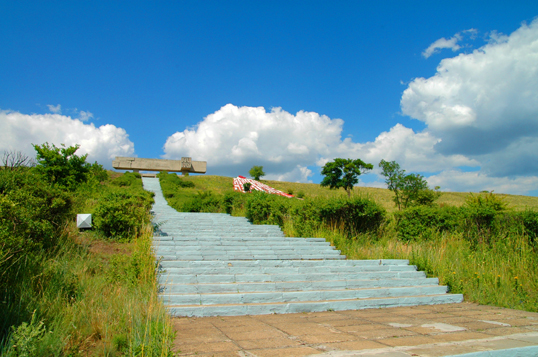
Меморіальний комплекс Міус-фронт
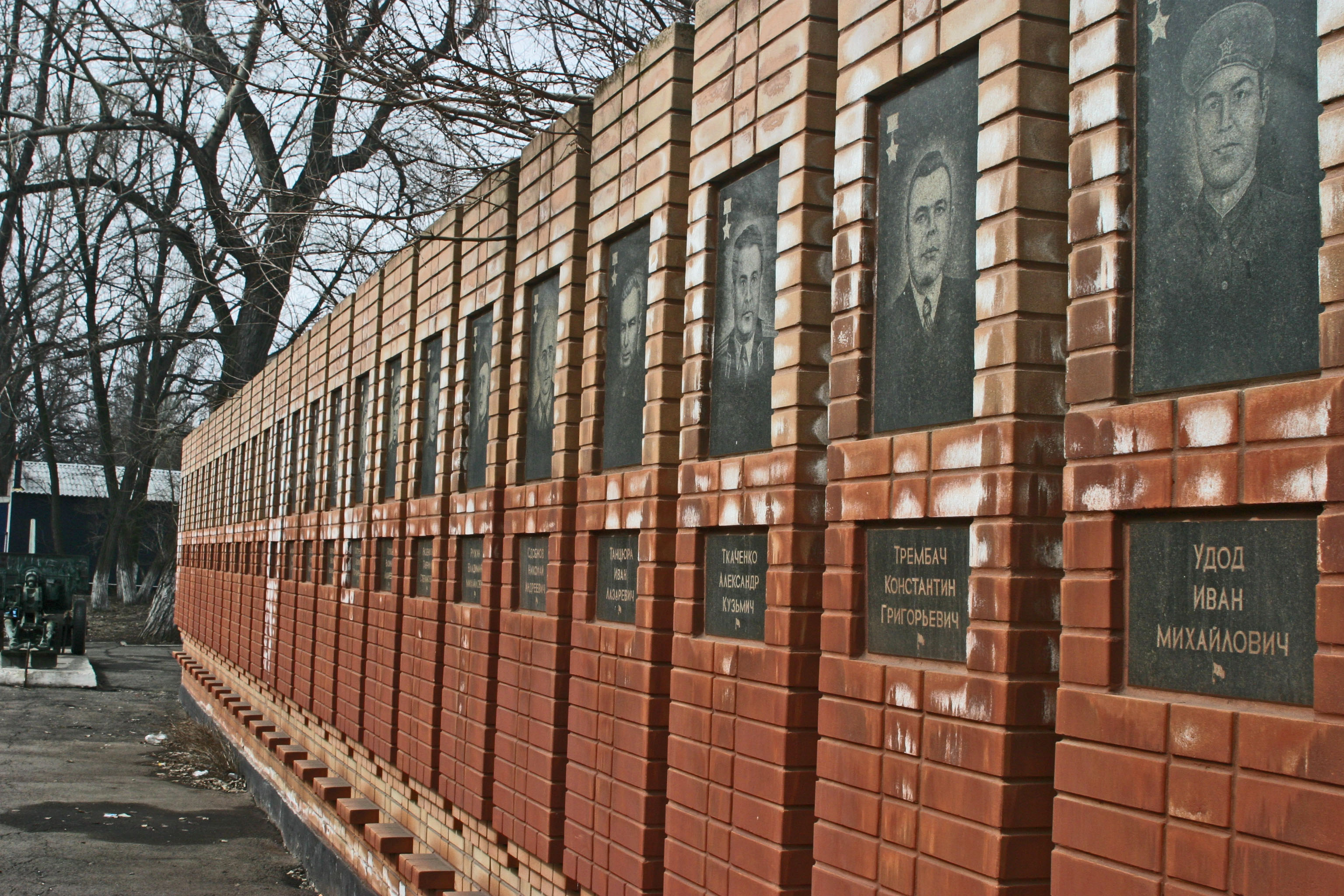
Краснолуцька стіна пам'яті

## Спорт
У місті працює ДЮСШ, яка зростила чимало відомих спортсменів в різних видах спорту, особливо з легкої атлетики, футбол і важкої атлетики. Тривалий час у Палаці піонерів працював шаховий гурток під керівництвом Новоскольцева Миколи Федоровича, який виховав чимало спортсменів різного рівня: кандидатів у майстри спорту і першорозрядників.

## Заклади освіти
- Краснолуцький гірничий технікум
- Краснолуцький приладобудівний технікум
- Краснолуцький аероклуб

## Органи влади
Місцеві органи влади представлені Краснолуцькою міською радою, яка входить до складу Луганської області України.
Міський голова — Філіппова Марина Вікторівна. До міської ради входить 50 депутатів.

## Відомі особи
- Абдумаликов Фатхула (Федір Федорович) — військовий комісар міста, депутат міськради кількох скликань
- Братченко Станіслав Никифорович — український археолог
- Зеленець Микола Анатолійович — литовський дипломат. Почесний консул Литви в Луганську.
- Косичі (династія)
- Овсюк Олександр Михайлович — український дипломат, правознавець, письменник. Кандидат юридичних наук.
- Редькин Віктор Миколайович (1977—2014) — молодший лейтенант МВС України, учасник російсько-української війни.
- Шматько Микола Гаврилович — український скульптор, художник.
- Шух Михайло Аркадійович — український композитор, педагог, диригент. Заслужений діяч мистецтв України (2001).
- Жемчугов Володимир Павлович — український партизан, учасник російсько-української війни, Герой України (2017).
- Гресь Віктор Степанович — радянський і український режисер, сценарист, актор. Заслужений діяч мистецтв УРСР (1982). Народний артист України (2000).
- Лук'янченко Володимир Валерійович (1964—2014) — український військовий, учасник війни на сході України.
- Данілов Олексій Мячеславович — український політик, секретар РНБО. Голова Ради експертів з питань енергетичної безпеки.
- Чупрін Михайло Русланович — старший лейтенант полку «Азов» Національної гвардії України, учасник російсько-української війни, що трагічно загинув під час російського вторгнення в Україну 2022 року, Герой України з удостоєнням ордена «Золота Зірка» (2022, посмертно).